# Rašid Kurbanov
Rašid Magomedovič Kurbanov (* 16. února 1987) je ruský zápasník–volnostylař darginské národnosti, který od roku 2010 reprezentuje Uzbekistán.

## Sportovní kariéra
Je rodákem z dagestánské horské obce Kurki v Akušinském okrese. Zápasení se věnoval od útlého dětství. Od 14 let žil v Machačkale, kde se věnoval volnému stylu na střední sportovní škole ŠVSM. V ruské volnostylařské reprezentaci se neprosazoval a v roce 2010 přijal nabídku reprezentovat Uzbekistán. Uzbeckou reprezentační jedničkou byl ve váze do 74 kg od roku 2011. V roce 2012 vítězstvím na asijské olympijské kvalifikaci v Astaně vybojoval účastnickou kvótu pro Uzbekistán na olympijských hrách v Londýně. Uzbečtí sportovní funkcionáři však místo něho do Londýna nominovali osetského Soslana Tydžytyho. V roce 2016 se mu nedařilo získat účastnickou kvótu pro olympijské hry v Riu. Uzbeci na poslední kvalifikační turnaj do Istanbulu poslali Bekzoda Abdurahmonova. Abdurahmonov istanbulský kvalifikační turnaj vyhrál a byl nakonec uzbeckých olympijským výborem do Ria nominován.
Od roku 2018 startuje v neolympijské váze do 79 kg.

## Výsledky
| Olympijské hry     |    |   |   |    | — |   |     |    | — |    |    |     | —  |   |     |    |  |  |  |  |  |  |  |  |
| Mistrovství světa  |    | — | — | —  |   | — | —   | 7. |   | 3. | 7. | úč. | 5. | — | úč. | 5. |  |  |  |  |  |  |  |  |
| Mistrovství Evropy |    | — | — | —  | — | — |     |    |   |    |    |     |    |   |     |    |  |  |  |  |  |  |  |  |
| Asijské hry        |    |   |   |    |   |   | úč. |    |   |    | 1. |     |    |   | 7.  |    |  |  |  |  |  |  |  |  |
| Mistrovství Asie   |    |   |   |    |   |   | —   | 1. | — | 1. | 3. | 3.  | —  | — | 2.  | —  |  |  |  |  |  |  |  |  |
| MS juniorů         | —  | — | — | —  |   |   |     |    |   |    |    |     |    |   |     |    |  |  |  |  |  |  |  |  |
| ME juniorů         | —  | — | — | 1. |   |   |     |    |   |    |    |     |    |   |     |    |  |  |  |  |  |  |  |  |
| ME dorostenců      | 1. |   |   |    |   |   |     |    |   |    |    |     |    |   |     |    |  |  |  |  |  |  |  |  |